# Cantó de Sully-sur-Loire
El cantó de Sully-sur-Loire és un cantó francès del departament de Loiret, situat al districte d'Orleans. Té 10 municipis i el cap és Sully-sur-Loire.

## Municipis
- Cerdon
- Guilly
- Isdes
- Lion-en-Sullias
- Saint-Aignan-le-Jaillard
- Saint-Florent
- Saint-Père-sur-Loire
- Sully-sur-Loire
- Viglain
- Villemurlin

## Història
| Data d'elecció                           | Identitat         | Partit                               | Qualitat |
| ---------------------------------------- | ----------------- | ------------------------------------ | -------- |
| 1945-1979                                | Albert Cossonnet  | USDR, després RGR, després centrista |          |
| 1979-1994                                | Jacques Ferling   | UDF                                  |          |
| 1994-                                    | Jean-Noël Cardoux | UDF, després CNPT, després UMP       |          |
| les dades anteriors no són pas conegudes |                   |                                      |          |
|                                          |                   |                                      |          |

## Demografia
| A partir de 1990: Població sense dobles comptes |